# Dalbergia kisantuensis
Dalbergia kisantuensis är en ärtväxtart som beskrevs av De Wild. och Théophile Alexis Durand. Dalbergia kisantuensis ingår i släktet Dalbergia, och familjen ärtväxter. Inga underarter finns listade i Catalogue of Life.